# Чемпіонат світу з хокею із шайбою 2019
Чемпіонат світу з хокею із шайбою 2019 — 83-й чемпіонат світу з хокею із шайбою ІІХФ, який відбувався в Словаччині з 10 травня по 26 травня 2019 року. Матчі проходили в двох містах Братиславі та Кошицях.

## Вибір господаря турніру
На право проведення чемпіонату світу було подано дві заявки: Словаччини та Швейцарії.
Рішення було прийнято 15 травня 2015 на конгресі Міжнародної федерації хокею ІІХФ, який проходив під час чемпіонату світу у Празі. Так як Швейцарія зняла свою кандидатуру 12 січня 2015, то право прийняти чемпіонат отримала Словаччина. Словаччина вже приймала чемпіонати світу, як окрема держава в 2011, а у складі Чехословаччини в 1959 та 1992.
24 листопада 2017 після інспекції ІІХФ було оголошено про необхідність проведення ремонту на головній арені турніру в Братиславі. Вартість робіт склала приблизно €5 мільйонів Євро, щоб споруда відповідала стандартам чемпіонату світу. Побоюючись, що необхідні витрати можуть не знайти, розглянули можливість переміщення головної арени до Відня, Будапешта або Праги. На початку 2018 року було повідомлено, що для того, щоб братиславська «Словнафт Арена» мала змогу прийняти чемпіонат світу, потрібно лише €2 мільйони Євро на ремонт.

## Арени
| Словаччина                                                            |                   |                   |                                                                       |
| Братислава                                                            | Кошиці Братислава | Кошиці Братислава | Кошиці                                                                |
| «Словнафт Арена»                                                      | Кошиці Братислава | Кошиці Братислава | «Стіл Арена»                                                          |
| 48°08′38″ пн. ш. 17°06′35″ сх. д. / 48.14389° пн. ш. 17.10972° сх. д. | Кошиці Братислава | Кошиці Братислава | 48°43′16″ пн. ш. 21°15′27″ сх. д. / 48.72111° пн. ш. 21.25750° сх. д. |
| Місткість: 10 055                                                     | Кошиці Братислава | Кошиці Братислава | Місткість: 8340                                                       |
|                                                                       | Кошиці Братислава | Кошиці Братислава |                                                                       |

## Посів і групи
Посів команд у попередньому раунді визначався за результатами Світового рейтингу ІІХФ. Команди були розподілені по групах згідно з посівом (у дужках відповідна позиція у світовому рейтингу за підсумками чемпіонату світу 2018 року). 22 травня 2018 року IIHF та оргкомітет оголосив про зміни в групах: так, Словаччина буде грати в Кошицях, а Норвегія — у Братиславі:
| Група A (Кошиці) - Канада (1) - США (4) - Фінляндія (5) - Німеччина (8) - Словаччина (10) - Данія (12) - Франція (13) - Велика Британія (22) | Група B (Братислава) - Швеція (2) - Росія (3) - Чехія (6) - Швейцарія (7) - Норвегія (9) - Латвія (11) - Австрія (17) - Італія (19) |

## Судді
ІІХФ обрала 16 головних суддів, для забезпечення судійства на чемпіонаті світу 2019. Список головних суддів наступний:
| Головні судді - Мануель Ніколич - Максим Сидоренко - Олівер Гуен - Бретт Айверсон - Ян Грібик - Мартін Франьо - Мікко Каукокарі - Алексі Рантала | Головні судді - Гордон Шукіс - Роман Гофман - Євген Ромасько - Петер Стано - Лінус Елунд - Тобіас Бйорк - Стівен Рено - Джеремі Тафтс |

## Попередній раунд

### Група А
| Поз | Команда         | М | В | ВО | ПО | П | ГЗ | ГП | Різ | О  | Кваліфікація або пониження |
| --- | --------------- | - | - | -- | -- | - | -- | -- | --- | -- | -------------------------- |
| 1   | Канада          | 7 | 6 | 0  | 0  | 1 | 36 | 11 | +25 | 18 | Плей-оф                    |
| 2   | Фінляндія       | 7 | 5 | 0  | 1  | 1 | 22 | 11 | +11 | 16 | Плей-оф                    |
| 3   | Німеччина       | 7 | 5 | 0  | 0  | 2 | 18 | 18 | 0   | 15 | Плей-оф                    |
| 4   | США             | 7 | 4 | 1  | 0  | 2 | 27 | 15 | +12 | 14 | Плей-оф                    |
| 5   | Словаччина (H)  | 7 | 3 | 1  | 0  | 3 | 28 | 19 | +9  | 11 |                            |
| 6   | Данія           | 7 | 1 | 1  | 1  | 4 | 18 | 23 | −5  | 6  |                            |
| 7   | Велика Британія | 7 | 0 | 1  | 0  | 6 | 9  | 41 | −32 | 2  |                            |
| 8   | Франція (R)     | 7 | 0 | 0  | 2  | 5 | 14 | 34 | −20 | 2  | Вибуває до Дивізіону ІА    |

1. 1 2  Франція 3–4 (OT) Велика Британія

| 10 травня | Фінляндія       | – | Канада          | 3:1        | (1:1,0:0,2:0)         |
|           | США             | – | Словаччина      | 1:4        | (1:1,0:2,0:1)         |
| 11 травня | Данія           | – | Франція         | 5:4 (бул.) | (2:1,1:3,1:0,0:0,3:2) |
|           | Німеччина       | – | Велика Британія | 3:1        | (0:0,1:0,2:1)         |
|           | Словаччина      | – | Фінляндія       | 2:4        | (1:2,1:0,0:2)         |
| 12 травня | США             | – | Франція         | 7:1        | (3:0,2:0,2:1)         |
|           | Данія           | – | Німеччина       | 1:2        | (0:0,0:2,1:0)         |
|           | Велика Британія | – | Канада          | 0:8        | (0:2,0:3,0:3)         |
| 13 травня | США             | – | Фінляндія       | 3:2 ОТ     | (2:1,0:1,0:0,1:0)     |
|           | Словаччина      | – | Канада          | 5:6        | (2:2,2:3,1:1)         |
| 14 травня | Велика Британія | – | Данія           | 0:9        | (0:3,0:5,0:1)         |
|           | Німеччина       | – | Франція         | 4:1        | (1:0,2:1,1:0)         |
| 15 травня | США             | – | Велика Британія | 6:3        | (1:1,3:1,2:1)         |
|           | Німеччина       | – | Словаччина      | 3:2        | (0:0,1:2,2:0)         |
| 16 травня | Канада          | – | Франція         | 5:2        | (3:0,0:1,2:1)         |
|           | Фінляндія       | – | Данія           | 3:1        | (0:0,2:1,1:0)         |
| 17 травня | Франція         | – | Словаччина      | 3:6        | (0:2,2:1,1:3)         |
|           | Фінляндія       | – | Велика Британія | 5:0        | (0:0,3:0,2:0)         |
| 18 травня | Данія           | – | США             | 1:7        | (0:4,1:2,0:1)         |
|           | Канада          | – | Німеччина       | 8:1        | (2:0,2:1,4:0)         |
|           | Велика Британія | – | Словаччина      | 1:7        | (1:3,0:3,0:1)         |
| 19 травня | Німеччина       | – | США             | 1:3        | (1:1,0:0,0:2)         |
|           | Франція         | – | Фінляндія       | 0:3        | (0:1,0:1,0:1)         |
| 20 травня | Франція         | – | Велика Британія | 3:4 ОТ     | (0:0,3:2,0:1,0:1)     |
|           | Канада          | – | Данія           | 5:0        | (3:0,1:0,1:0)         |
| 21 травня | Фінляндія       | – | Німеччина       | 2:4        | (1:1,1:1,0:2)         |
|           | Словаччина      | – | Данія           | 2:1 (бул.) | (0:0,1:0,0:1,0:0,2:0) |
|           | Канада          | – | США             | 3:0        | (2:0,1:0,0:0)         |

### Група В
| Поз | Команда     | М | В | ВО | ПО | П | ГЗ | ГП | Різ | О  | Кваліфікація або пониження |
| --- | ----------- | - | - | -- | -- | - | -- | -- | --- | -- | -------------------------- |
| 1   | Росія       | 7 | 7 | 0  | 0  | 0 | 36 | 7  | +29 | 21 | Плей-оф                    |
| 2   | Чехія       | 7 | 6 | 0  | 0  | 1 | 39 | 14 | +25 | 18 | Плей-оф                    |
| 3   | Швеція      | 7 | 5 | 0  | 0  | 2 | 41 | 21 | +20 | 15 | Плей-оф                    |
| 4   | Швейцарія   | 7 | 4 | 0  | 0  | 3 | 27 | 14 | +13 | 12 | Плей-оф                    |
| 5   | Латвія      | 7 | 3 | 0  | 0  | 4 | 21 | 20 | +1  | 9  |                            |
| 6   | Норвегія    | 7 | 2 | 0  | 0  | 5 | 19 | 33 | −14 | 6  |                            |
| 7   | Італія      | 7 | 0 | 1  | 0  | 6 | 5  | 48 | −43 | 2  |                            |
| 8   | Австрія (R) | 7 | 0 | 0  | 1  | 6 | 9  | 40 | −31 | 1  | Вибуває до Дивізіону ІА    |

1. ↑  Збірна Швейцарії як господар чемпіонату світу — 2020 звільнена від вибуття з Топ-дивізіону.[7]

| 10 травня | Росія     | – | Норвегія  | 5:2        | (2:0,2:0,1:2)         |
|           | Чехія     | – | Швеція    | 5:2        | (1:0,1:2,3:0)         |
| 11 травня | Швейцарія | – | Італія    | 9:0        | (4:0,2:0,3:0)         |
|           | Латвія    | – | Австрія   | 5:2        | (1:1,0:0,4:1)         |
|           | Норвегія  | – | Чехія     | 2:7        | (1:3,0:2,1:2)         |
| 12 травня | Росія     | – | Австрія   | 5:0        | (1:0,2:0,2:0)         |
|           | Італія    | – | Швеція    | 0:8        | (0:1,0:1,0:6)         |
|           | Латвія    | – | Швейцарія | 1:3        | (0:0,1:1,0:2)         |
| 13 травня | Росія     | – | Чехія     | 3:0        | (1:0,1:0,1:0)         |
|           | Норвегія  | – | Швеція    | 1:9        | (0:3,0:5,1:1)         |
| 14 травня | Італія    | – | Латвія    | 0:3        | (0:0,0:2,0:1)         |
|           | Швейцарія | – | Австрія   | 4:0        | (1:0,0:0,3:0)         |
| 15 травня | Швейцарія | – | Норвегія  | 4:1        | (1:0,1:0,2:1)         |
|           | Росія     | – | Італія    | 10:0       | (4:0,4:0,2:0)         |
| 16 травня | Швеція    | – | Австрія   | 9:1        | (5:0,2:0,2:1)         |
|           | Чехія     | – | Латвія    | 6:3        | (0:2,4:0,2:1)         |
| 17 травня | Австрія   | – | Норвегія  | 3:5        | (0:1,1:1,2:3)         |
|           | Чехія     | – | Італія    | 8:0        | (1:0,4:0,3:0)         |
| 18 травня | Латвія    | – | Росія     | 1:3        | (1:0,0:3,0:0)         |
|           | Італія    | – | Норвегія  | 1:7        | (0:1,0:0,1:6)         |
|           | Швеція    | – | Швейцарія | 4:3        | (1:1,2:1,1:1)         |
| 19 травня | Австрія   | – | Чехія     | 0:8        | (0:2,0:3,0:3)         |
|           | Швейцарія | – | Росія     | 0:3        | (0:1,0:1,0:1)         |
| 20 травня | Швеція    | – | Латвія    | 5:4        | (1:0,1:1,3:3)         |
|           | Австрія   | – | Італія    | 3:4 (бул.) | (2:1,0:2,1:0,0:0,2:3) |
| 21 травня | Чехія     | – | Швейцарія | 5:4        | (1:1,3:1,1:2)         |
|           | Норвегія  | – | Латвія    | 1:4        | (1:0,0:1,0:3)         |
|           | Швеція    | – | Росія     | 4:7        | (1:0,0:6,3:1)         |

## Плей-оф
|  | Чвертьфінали   | Чвертьфінали |              |   | Півфінали           | Півфінали           |  |  | Фінал | Фінал |
|  |                |              |              |   |                     |                     |  |  |       |       |
|  | 23 травня      |              |              |   |                     |                     |  |  |       |       |
|  |                |              |              |   |                     |                     |  |  |       |       |
|  | Канада (ОТ)    | 3            |              |   |                     |                     |  |  |       |       |
|  | Канада (ОТ)    | 3            | 25 травня    |   |                     |                     |  |  |       |       |
|  | Швейцарія      | 2            |              |   |                     |                     |  |  |       |       |
|  | Швейцарія      | 2            | Канада       | 5 |                     |                     |  |  |       |       |
|  | 23 травня      |              | Канада       | 5 |                     |                     |  |  |       |       |
|  |                | Чехія        | 1            |   |                     |                     |  |  |       |       |
|  | Чехія          | Чехія        | 1            | 5 |                     |                     |  |  |       |       |
|  | Чехія          |              | 26 травня    | 5 |                     |                     |  |  |       |       |
|  | Німеччина      | 1            |              |   |                     |                     |  |  |       |       |
|  | Німеччина      | 1            | Фінляндія    | 3 |                     |                     |  |  |       |       |
|  | 23 травня      |              | Фінляндія    | 3 |                     |                     |  |  |       |       |
|  |                | Канада       | 1            |   |                     |                     |  |  |       |       |
|  | Росія          | Канада       | 1            | 4 |                     |                     |  |  |       |       |
|  | Росія          | 25 травня    |              | 4 |                     |                     |  |  |       |       |
|  | США            | 3            |              |   |                     |                     |  |  |       |       |
|  | США            | 3            | Росія        | 0 |                     |                     |  |  |       |       |
|  | 23 травня      |              | Росія        | 0 |                     |                     |  |  |       |       |
|  |                | Фінляндія    | 1            |   | Матч за третє місце | Матч за третє місце |  |  |       |       |
|  | Фінляндія (ОТ) | Фінляндія    | 1            | 5 | Матч за третє місце | Матч за третє місце |  |  |       |       |
|  | Фінляндія (ОТ) |              | 26 травня    | 5 |                     |                     |  |  |       |       |
|  | Швеція         | 4            |              |   |                     |                     |  |  |       |       |
|  | Швеція         | 4            | Росія (Бул.) | 3 |                     |                     |  |  |       |       |
|  |                |              |              |   |                     |                     |  |  |       |       |
|  | Чехія          | 2            |              |   |                     |                     |  |  |       |       |
|  | Чехія          | 2            |              |   |                     |                     |  |  |       |       |

### Чвертьфінали
| 23 травня 2019 16:15 | Канада | 3 : 2 (ОТ) (0:1, 1:1, 1:0) ОТ (1:0) | Швейцарія | «Стіл Арена», Кошиці Глядачів: 6,157 |

| Протокол                                                                             | Протокол            | Протокол                                                              | Протокол         | Протокол                              |
| ------------------------------------------------------------------------------------ | ------------------- | --------------------------------------------------------------------- | ---------------- | ------------------------------------- |
|                                                                                      | Метт Мюррей         | Голкіпери                                                             | Леонардо Дженоні | Арбітри: Мартін Франьо Алексі Рантала |
| Стоун (Фаббро, Дюбуа) — 25:45 Сіверсон (Стоун) — 59:59 Стоун (Дюбуа, Теодор) — 65:07 | 0:1 1:1 1:2 2:2 3:2 | 18:06 — Андрігетто (Діас, Фіала) 39:57 — Гішір (Марчіні, Нідеррайтер) |                  | Арбітри: Мартін Франьо Алексі Рантала |
| 6 хв.                                                                                | Вилучення           | 2 хв.                                                                 |                  | Арбітри: Мартін Франьо Алексі Рантала |
| 42                                                                                   | Кидки               | 24                                                                    |                  | Арбітри: Мартін Франьо Алексі Рантала |

| 23 травня 2019 16:15 | Росія | 4 : 3 (2:0, 0:1, 2:2) | США | «Словнафт Арена», Братислава Глядачів: 9,085 |

| Протокол | Протокол                    | Протокол                                                                                    | Протокол     | Протокол                          |
| --- | --------------------------- | ------------------------------------------------------------------------------------------- | ------------ | --------------------------------- |
| | Андрій Василевський         | Голкіпери                                                                                   | Корі Шнайдер | Арбітри: Тобіас Бйорк Олівер Гуен |
| Гусєв (Сергачов, Кучеров) — 01:07 Сергачов (Гусєв) — 15:47 Капризов (Гусєв, Сергачов) — 41:31 Григоренко (Малкін, Дадонов) — 47:02 | 1:0 2:0 2:1 3:1 3:2 4:2 4:3 | 22:22 — Шей (Кейн, Дж. Годро) 45:53 — Ганіфін (Дж. Г'юз) 57:10 — Дебрінкет (Кейн, Дж. Г'юз) |              | Арбітри: Тобіас Бйорк Олівер Гуен |
| 2 хв. | Вилучення                   | 2 хв.                                                                                       |              | Арбітри: Тобіас Бйорк Олівер Гуен |
| 43 | Кидки                       | 32                                                                                          |              | Арбітри: Тобіас Бйорк Олівер Гуен |

| 23 травня 2019 20:15 | Фінляндія | 5 : 4 (ОТ) (1:2, 2:2, 1:0) ОТ (1:0) | Швеція | «Стіл Арена», Кошиці Глядачів: 6,304 |

| Протокол | Протокол                            | Протокол | Протокол         | Протокол                             |
| --- | ----------------------------------- | --- | ---------------- | ------------------------------------ |
| | Кевін Ланкінен                      | Голкіпери | Генрік Лундквіст | Арбітри: Роман Гофман Бретт Айверсон |
| Міккола (Песонен, Маннінен) — 01:00 Ліндбом (Маннінен, Песонен) — 25:04 Гаканпяя (Маннінен) — 29:08 Анттіла (Оямякі, Легтонен) — 58:31 Маннінен (Ланкінен) — 61:37 | 1–0 1–1 1–2 1–3 2–3 3–3 3–4 4–4 5–4 | 02:38 — Клінгберг (Нюландер, Веннберг) 16:57 — Гернквіст (Екман-Ларссон, Ларссон) 20:25 — Е. Петтерссон (Ландескуг, Екман-Ларссон) 39:35 — Е. Густафссон (Ландескуг, Екман-Ларссон) |                  | Арбітри: Роман Гофман Бретт Айверсон |
| 4 хв. | Вилучення                           | 0 хв. |                  | Арбітри: Роман Гофман Бретт Айверсон |
| 32 | Кидки                               | 18 |                  | Арбітри: Роман Гофман Бретт Айверсон |

| 23 травня 2019 20:15 | Чехія | 5 : 1 (0:0, 1:1, 4:0) | Німеччина | «Словнафт Арена», Братислава Глядачів: 9,085 |

| Протокол | Протокол                | Протокол                 | Протокол        | Протокол                           |
| --- | ----------------------- | ------------------------ | --------------- | ---------------------------------- |
| | Патрік Бартошак         | Голкіпери                | Філіпп Грубауер | Арбітри: Лінус Елунд Джеремі Тафтс |
| Коварж — 33:41 Ворачек (Сімон) — 44:19 Кубалик (Коварж, Гронек) — 51:41 Палат (Коларж) — 53:08 Коварж (Моравчик) — 59:54 | 1–0 1–1 2–1 3–1 4–1 5–1 | 37:46 — Мауер (Тіффельс) |                 | Арбітри: Лінус Елунд Джеремі Тафтс |
| 6 хв. | Вилучення               | 6 хв.                    |                 | Арбітри: Лінус Елунд Джеремі Тафтс |
| 34 | Кидки                   | 22                       |                 | Арбітри: Лінус Елунд Джеремі Тафтс |

### Півфінали
| 25 травня 2019 15:15 | Росія | 0 : 1 (0:0, 0:0, 0:1) | Фінляндія | «Словнафт Арена», Братислава Глядачів: 9,085 |

| Протокол | Протокол            | Протокол                               | Протокол       | Протокол                            |
| -------- | ------------------- | -------------------------------------- | -------------- | ----------------------------------- |
|          | Андрій Василевський | Голкіпери                              | Кевін Ланкінен | Арбітри: Тобіас Бйорк Мартін Франьо |
|          | 0:1                 | 50:18 — Анттіла (Йокігар'ю, Ківіранта) |                | Арбітри: Тобіас Бйорк Мартін Франьо |
| 6 хв.    | Вилучення           | 4 хв.                                  |                | Арбітри: Тобіас Бйорк Мартін Франьо |
| 32       | Кидки               | 29                                     |                | Арбітри: Тобіас Бйорк Мартін Франьо |

| 25 травня 2019 19:15 | Канада | 5 : 1 (1:0, 2:0, 2:1) | Чехія | «Словнафт Арена», Братислава Глядачів: 9,085 |

| Протокол | Протокол                | Протокол                 | Протокол                       | Протокол                               |
| --- | ----------------------- | ------------------------ | ------------------------------ | -------------------------------------- |
| | Метт Мюррей             | Голкіпери                | Патрік Бартошак Павел Францоуз | Арбітри: Мікко Каукокарі Джеремі Тафтс |
| Стоун (Стечер) — 05:18 Нерс (Кутюр'є) — 20:10 Дюбуа (Маршессо, Стоун) — 25:06 Турріс (Манта) — 46:26 Шабо (Генрік, Строум) — 53:00 | 1:0 2–0 3–0 4–0 5–0 5–1 | 53:59 — Зогорна (Коларж) |                                | Арбітри: Мікко Каукокарі Джеремі Тафтс |
| 12 хв. | Вилучення               | 6 хв.                    |                                | Арбітри: Мікко Каукокарі Джеремі Тафтс |
| 30 | Кидки                   | 41                       |                                | Арбітри: Мікко Каукокарі Джеремі Тафтс |

### Матч за третє місце
| 26 травня 2019 15:45 | Росія | 3 : 2 (Бул.) (1:2, 1:0, 0:0) ОТ (0:0) Бул. (1:0) | Чехія | «Словнафт Арена», Братислава Глядачів: 9,085 |

| Протокол                                                                       | Протокол               | Протокол                                                                                      | Протокол      | Протокол                             |
| ------------------------------------------------------------------------------ | ---------------------- | --------------------------------------------------------------------------------------------- | ------------- | ------------------------------------ |
|                                                                                | Андрій Василевський    | Голкіпери                                                                                     | Шимон Грубець | Арбітри: Олівер Гуен Мікко Каукокарі |
| Григоренко (Сергачов) — 13:00 Анісімов (Гусєв) — 20:39 Ковальчук Кучеров Гусєв | 1:0 1:1 1:2 2:2 Буліти | 13:41 — Ржепик (Скленічка, Рутта) 18:34 — Кубалик (Коварж, Гулаш) Врана Кубалик Коварж Гронек |               | Арбітри: Олівер Гуен Мікко Каукокарі |
| 2 хв.                                                                          | Вилучення              | 4 хв.                                                                                         |               | Арбітри: Олівер Гуен Мікко Каукокарі |
| 31                                                                             | Кидки                  | 50                                                                                            |               | Арбітри: Олівер Гуен Мікко Каукокарі |

### Фінал
| 26 травня 2019 20:15 | Канада | 1 : 3 (1:0, 0:1, 0:2) | Фінляндія | «Словнафт Арена», Братислава Глядачів: 9,085 |

| Протокол                       | Протокол        | Протокол                                                                                              | Протокол       | Протокол                            |
| ------------------------------ | --------------- | --- | -------------- | ----------------------------------- |
|                                | Метт Мюррей     | Голкіпери                                                                                             | Кевін Ланкінен | Арбітри: Тобіас Бйорк Джеремі Тафтс |
| Теодор (Манта, Маккен) — 10:02 | 1:0 1:1 1:2 1:3 | 22:35 — Анттіла (Маннінен, Оямякі) 42:35 — Анттіла (Савінайнен) 55:54 — Песонен (Тюрвяйнен, Гаканпяя) |                | Арбітри: Тобіас Бйорк Джеремі Тафтс |
| 6 хв.                          | Вилучення       | 8 хв.                                                                                                 |                | Арбітри: Тобіас Бйорк Джеремі Тафтс |
| 44                             | Кидки           | 22 |                | Арбітри: Тобіас Бйорк Джеремі Тафтс |

## Статистика

### Підсумкова таблиця
| Поз | Г | Команда         | М  | В | ВО | ПО | П | ГЗ | ГП | Різ | О  | Підсумок                  |
| --- | - | --------------- | -- | - | -- | -- | - | -- | -- | --- | -- | ------------------------- |
| 1   | A | Фінляндія       | 10 | 7 | 1  | 1  | 1 | 31 | 16 | +15 | 24 | Чемпіон                   |
| 2   | A | Канада          | 10 | 7 | 1  | 0  | 2 | 47 | 15 | +32 | 23 | Срібний призер            |
| 3   | В | Росія           | 10 | 8 | 1  | 0  | 1 | 43 | 14 | +29 | 26 | Бронзовий призер          |
| 4   | В | Чехія           | 10 | 7 | 0  | 1  | 2 | 47 | 23 | +24 | 22 | Четверте місце            |
|     |   |                 |    |   |    |    |   |    |    |     |    |                           |
| 5   | В | Швеція          | 8  | 5 | 0  | 1  | 2 | 45 | 26 | +19 | 16 | Вибули в чвертьфіналі     |
| 6   | A | Німеччина       | 8  | 5 | 0  | 0  | 3 | 19 | 23 | −4  | 15 | Вибули в чвертьфіналі     |
| 7   | A | США             | 8  | 4 | 1  | 0  | 3 | 30 | 19 | +11 | 14 | Вибули в чвертьфіналі     |
| 8   | В | Швейцарія       | 8  | 4 | 0  | 1  | 3 | 29 | 17 | +12 | 13 | Вибули в чвертьфіналі     |
|     |   |                 |    |   |    |    |   |    |    |     |    |                           |
| 9   | A | Словаччина (H)  | 7  | 3 | 1  | 0  | 3 | 28 | 19 | +9  | 11 | Вибули на груповому етапі |
| 10  | В | Латвія          | 7  | 3 | 0  | 0  | 4 | 21 | 20 | +1  | 9  | Вибули на груповому етапі |
| 11  | A | Данія           | 7  | 1 | 1  | 1  | 4 | 18 | 23 | −5  | 6  | Вибули на груповому етапі |
| 12  | В | Норвегія        | 7  | 2 | 0  | 0  | 5 | 19 | 33 | −14 | 6  | Вибули на груповому етапі |
| 13  | A | Велика Британія | 7  | 0 | 1  | 0  | 6 | 9  | 41 | −32 | 2  | Вибули на груповому етапі |
| 14  | В | Італія          | 7  | 0 | 1  | 0  | 6 | 5  | 48 | −43 | 2  | Вибули на груповому етапі |
|     |   |                 |    |   |    |    |   |    |    |     |    |                           |
| 15  | A | Франція         | 7  | 0 | 0  | 2  | 5 | 14 | 34 | −20 | 2  | Вибули до Дивізіону I А   |
| 16  | В | Австрія         | 7  | 0 | 0  | 1  | 6 | 9  | 40 | −31 | 1  | Вибули до Дивізіону I А   |

### Бомбардири
Список 10 найкращих гравців.
| Гравець         | І  | Г | П  | Очк. | +/− | ШХ | Поз |
| --------------- | -- | - | -- | ---- | --- | -- | --- |
| Вільям Нюландер | 8  | 5 | 13 | 18   | +16 | 0  | Ф   |
| Микита Кучеров  | 10 | 6 | 10 | 16   | +11 | 4  | Ф   |
| Микита Гусєв    | 10 | 4 | 12 | 16   | +12 | 0  | Ф   |
| Якуб Ворачек    | 10 | 4 | 12 | 16   | +10 | 2  | Ф   |
| Марк Стоун      | 10 | 8 | 6  | 14   | +10 | 0  | Ф   |
| Ентоні Манта    | 9  | 7 | 7  | 14   | +9  | 16 | Ф   |
| Міхаел Фролик   | 10 | 7 | 7  | 14   | +8  | 2  | Ф   |
| Домінік Кубалик | 10 | 6 | 6  | 12   | +10 | 0  | Ф   |
| Домінік Сімон   | 10 | 4 | 8  | 12   | +10 | 2  | Ф   |
| Патрік Кейн     | 8  | 2 | 10 | 12   | 0   | 4  | Ф   |

І = матчі; Г = голи; П = передачі; О = очки; +/− = плюс/мінус; ШХ = Штрафні хвилини; Поз = позиція

Джерело: IIHF.com

### Найкращі воротарі
| Гравець             | ЧНЛ    | ГП | СП   | КД  | %ВК   | ША |
| ------------------- | ------ | -- | ---- | --- | ----- | -- |
| Андрій Василевський | 488:02 | 13 | 1.60 | 240 | 94.58 | 2  |
| Кевін Ланкінен      | 480:41 | 12 | 1.50 | 207 | 94.20 | 2  |
| Матіас Нідербергер  | 237:14 | 7  | 1.77 | 120 | 94.17 | 0  |
| Леонардо Дженоні    | 241:30 | 8  | 1.99 | 129 | 93.80 | 0  |
| Себастіан Дам       | 307:18 | 10 | 1.95 | 138 | 92.75 | 1  |

ЧНЛ = часу на льоду (хвилини: секунди); ГП = голів пропушено; СП = Середня кількість пропущених шайб; КД = кидки; %ВК = відбитих кидків (у %); ША = шатаути

Джерело: IIHF.com

## Нагороди
Найкращі гравці, обрані дирекцією ІІХФ
- Найкращий воротар:  Андрій Василевський
- Найкращий захисник:  Філіп Гронек
- Найкращий нападник:  Микита Кучеров

Джерело: IIHF.com
Команда усіх зірок, обрана ЗМІ
- Найцінніший гравець:  Марк Стоун
- Воротар:  Андрій Василевський
- Захисники:  Філіп Гронек /  Мікко Легтонен
- Нападники:  Марк Стоун /  Вільям Нюландер /  Якуб Ворачек

Джерело: IIHF.com